# Como ama una mujer (miniserie televisiva)
Como ama una mujer è una miniserie televisiva drammatica statunitense in lingua spagnola, diretta da Antonio Serrano e prodotta dalla cantante e attrice statunitense Jennifer Lopez. I primi cinque episodi debuttarono sulla Univision Television Network nel 2007.
Il 18 dicembre del 2007 uscì il DVD dei cinque episodi.

## Trama
La produzione originale, filmata in Messico, di Como ama una mujer è ispirata all'album in lingua spagnola, Como ama una mujer, pubblicato alcuni mesi prima dalla Lopez. Alla fine di ogni episodio, infatti troviamo una canzone, cantata da Jennifer, tratta dall'album già citato, che lo rappresenta meglio. La miniserie si basa sul viaggio di una donna che vuole trovare la sua anima gemella, ma a causa della carriera e del successo, tradimenti e un cuore spezzato minacceranno il suo spirito.
All'interno del cast troviamo diverse star di origini latino-americane come Leonor Varela.